# Haloptilus validus
Haloptilus validus är en kräftdjursart som beskrevs av Georg Ossian Sars 1920. Haloptilus validus ingår i släktet Haloptilus och familjen Augaptilidae. Inga underarter finns listade i Catalogue of Life.